# Tufillo
Tufillo (Tufìlle/Tufùlle in abruzzese) è un comune italiano di 329 abitanti della provincia di Chieti in Abruzzo, facente parte dell'unione dei comuni del Sinello.

## Storia
Una leggenda vuole che un'invasione di formiche fece traslocare gli abitanti dal Monte Farano (705 m s.l.m.) ad un sito più in basso. Il paese attuale si è ampliato a partire dal XII-XIII secolo ed attualmente conserva degli elementi dell'epoca. Degli scavi archeologici sul Monte Farano hanno portato alla luce delle ceramiche di un periodo compreso dal VI al II secolo a.C. e di un paio di locali in opus signinum di un edificio del II secolo a.C. Sempre sul Monte Farano è stata trovata una chiave votiva bronzea del IV secolo a.C. con un'iscrizione osca dedicata alla dea Venere e conservata al Museo archeologico nazionale di Chieti.
Il 2 ottobre del 1943 vennero fucilati dagli occupanti tedeschi quattro contadini sospettati di attività anti-nazista, e nel novembre dello stesso anno il paese rimase coinvolto nella battaglia del Trigno, combattuta anche casa per casa, che causò la morte di 10 civili, 40 militari tedeschi e 100 combattenti alleati.

### Simboli
(D.P.R. 19 giugno 1998)

## Monumenti e luoghi d'interesse
Borgo fortificato
Il primo impianto è precedente al XV secolo con un ampliamento verso la chiesa extra moenia di San Vito in un'epoca posteriore al XV-XVI secolo. L'insediamento sul crinale ha una forma sottile ed allungata con i caseggiati a pettine su un asse con orientamento nord-ovest/sud-est. Il mercato, l'ospedale con l'annessa chiesa di Sant'Antonio e la fontana pubblica sono siti a nord. La cerchia muraria terminava nei pressi un sotto-portico identificato con la Porta da Piedi.
Chiesa di Santa Giusta
È sita in piazza Marconi. È stata costruita antecedentemente al XVI secolo, con trasformazioni successive nel XVIII secolo. La chiesa è posta nel punto più alto del borgo presso la Porta da Capo e della piazza del mercato detta anche largo fuori dalla porta. La facciata consta di frontone curvilineo posto nel coronamento superiore. La zona centrale è delimitata da paraste e due ali. Un cornicione suddivide la facciata in due registri. Il portale, completamente restaurato dallo scultore Felice Giuliante nel secondo dopoguerra, è in pietra scolpita in stile tardogotico con elementi rinascimentali nelle lesene laterali. L'interno è a tre navate. Il campanile è a pianta quadrata e consta di un cuspide piramidale. La chiesa è stata riconosciuta monumento nazionale italiano.
Chiesa di San Vito
Mostra archeologica cercando Herentas
È sita in via Sant'Antonio Abate. È stata allestita nel 2006. La mostra consta di reperti rinvenuti nel Monte Farano tra cui una chiave in bronzo con un'iscrizione osca dedicata alla dea Herentas, una divinità italica identificabile con Afrodite. Altre ricerche hanno riportato alla luce dei resti di capanne dell'inizio dell'età del ferro e di un centro forse fondato intorno ad un tempio di Herentas che fu abitato dal V al II secolo a.C.
Fontana Grande
È sita in via Fontana Grande. È stata costruita tra il 1751 e il 1761. Un restauro o la sua ricostruzione fu eseguita nel 1816. La fontana è immersa nella vegetazione e nel fango dovuto a perdite d'acqua della fontana che rendono difficoltoso l'avvicinamento. Il prospetto principale è in conci di pietra con archetti posti su lastre di pietra. Le altre pareti sono ricoperte dalla vegetazione.
Palazzo marchesale dei Bassano
Risale al XVIII secolo.

## Società

### Evoluzione demografica
Abitanti censiti

### Tradizioni e folclore
- 15 giugno: festa di san Vito
- 1º agosto: festa di Santa Giusta
- 24 dicembre: Farchie

## Amministrazione
| Periodo        | Periodo        | Primo cittadino     | Partito                                              | Carica  | Note          |
| -------------- | -------------- | ------------------- | ---------------------------------------------------- | ------- | ------------- |
| 6 giugno 1993  | 27 aprile 1997 | Quintino Talia      | Democrazia Cristiana                                 | Sindaco | [ 15 ]        |
| 28 aprile 1997 | 28 maggio 2006 | Ernano Marcovecchio | L'Ulivo                                              | Sindaco | [ 16 ] [ 17 ] |
| 29 maggio 2006 | 5 giugno 2016  | Marco Monaco        | Lista civica di Centro-sinistra L'Unione per Tufillo | Sindaco | [ 18 ] [ 19 ] |
| 6 giugno 2016  | in carica      | Ernano Marcovecchio | Lista civica Scelte partecipate                      | Sindaco |               |